# Чарджевский этрап
Чарджевский этрап (туркм. Çärjew etraby) — этрап в Лебапском велаяте Туркменистана.
Образован в январе 1925 года как Старо-Чарджуйский район Ленинского округа Туркменской ССР.
В мае 1927 Ленинский округ был переименован в Чарджуйский.
В сентябре 1930 Чарджуйский округ был упразднён и Старо-Чарджуйский район перешёл в прямое подчинение Туркменской ССР.
В январе 1931 Старо-Чарджуйский район был переименован в Чарджуйский район.
В марте 1937 Чарджуйский район был переименован в Чарджоуский район.
В ноябре 1939 Чарджоуский район отошёл к новообразованной Чарджоуской области.
В январе 1963 Чарджоуская область была упразднена, а Чарджоуский район перешёл в прямое подчинение Туркменской ССР.
В декабре 1970 район вновь вошёл в состав восстановленной Чарджоуской области.
В 1992 году Чарджоуский район вошёл в состав Лебапского велаята и был переименован сначала в Чарджевский этрап, а 18 февраля 2001 — в Сердарабатский этрап.
В 2010 году центр этрапа был перенесён из Туркменабада в село Гушчулар, которое 25 ноября 2017 года было переименовано в посёлок Чарджев.
25 ноября 2017 года Сердарабатский этрап вновь переименован в Чарджевский.
9 ноября 2022 года к Чарджевскому этрапу был присоединён Фарапский этрап.